# North Cockerington
North Cockerington – wieś w Anglii, w hrabstwie Lincolnshire. Leży 45 km na północny wschód od Lincoln i 211 km na północ od Londynu.